# Грешница (община Брод)
 Тази статия е за поречкото село.  За кичевското вижте Грешница (община Кичево).  
Грешница (изписване до 1945 Грѣшница, на македонска литературна норма: Грешница) е село в Северна Македония, в община Брод (Македонски Брод).

## География
Селото се намира в областта Поречие в източните склонове на планината Добра вода.

## История
В XIX век Грешница е село в Поречка нахия на Кичевска каза на Османската империя. В „Етнография на вилаетите Адрианопол, Монастир и Салоника“, издадена в Константинопол в 1878 година и отразяваща статистиката на населението от 1873 година Градешница (Gradéchnitza) е посочено като село с 18 домакинства с 85 жители българи.
Според статистиката на Васил Кънчов („Македония. Етнография и статистика“) от 1900 година Грешница е населявано от 450 жители българи християни.
На Етнографската карта на Битолския вилает на Картографския институт в София от 1901 година Грешница е чисто българско село в Кичевската каза на Битолския санджак с 50 къщи.
Цялото село в началото на XX век е сърбоманско. Според митрополит Поликарп Дебърски и Велешки в 1904 година в Грешница има 57 сръбски къщи. По данни на секретаря на Българската екзархия Димитър Мишев („La Macédoine et sa Population Chrétienne“) в 1905 година в Грешница има 400 българи патриаршисти сърбомани и в селото функционира сръбско училище.
Църквата „Света Параскева“ е изградена в 1903 година. Изписана е от неизвестен зограф и осветена в 1913 година.
След Междусъюзническата война в 1913 година селото попада в Сърбия.
На етническата си карта на Северозападна Македония в 1929 година Афанасий Селишчев отбелязва Грешница като албанско село.
Според преброяването от 2002 година Грешница има 27 жители македонци.